# Tohoku Rakuten Golden Eagles
Pour les articles homonymes, voir Eagles (homonymie).

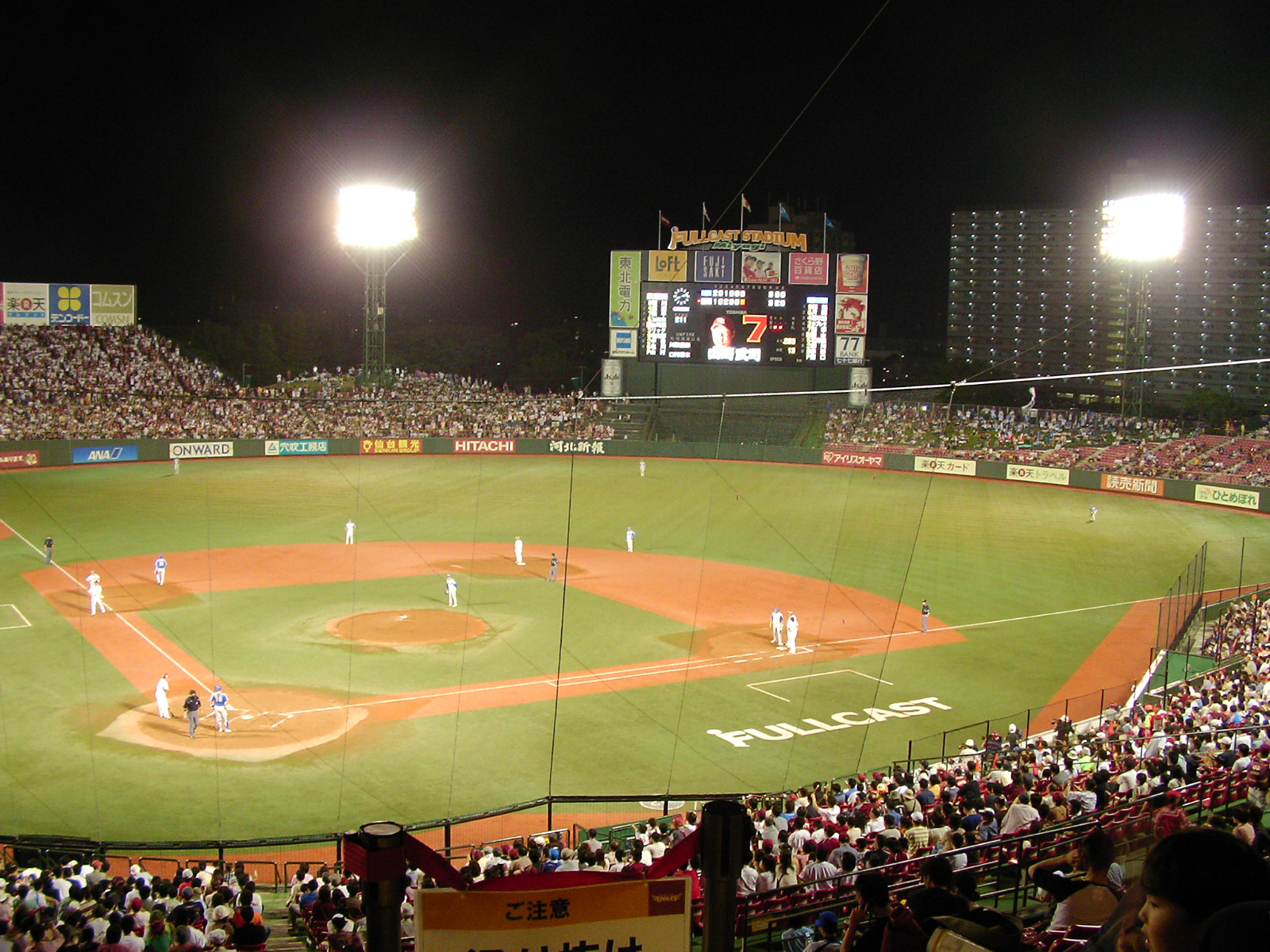
Fullcast Stadium Miyagi

Les Tohoku Rakuten Golden Eagles (東北楽天ゴールデンイーグルス, Tōhoku Rakuten Gōruden Īgurusu) est une équipe japonaise de baseball située à Sendai, dans la préfecture de Miyagi. Le club évolue en Ligue pacifique depuis 2005. Ils en deviennent champion en 2013 puis gagnent la même année le championnat national.

## Histoire
À la fin de la saison 2004, la Ligue pacifique attribue une nouvelle franchise pour conserver six équipes dans le championnat après la fusion des Orix Blue Wave et des Osaka Kintetsu Buffaloes. L'équipe est détenue par l'entreprise de commerce en ligne Rakuten par l'intermédiaire de sa filiale Rakuten Baseball, Inc. créée en 2004.

## Bilan par saison
| Tohoku Rakuten Golden Eagles |                              |      |     |     |    |      |      |      |      |       |                 |
| Saison                       | Nom                          | J    | V   | D   | N  | PM   | PC   | %    | GB   | Place | Gérant          |
| 2005                         | Tohoku Rakuten Golden Eagles | 136  | 38  | 97  | 1  | 504  | 812  | .281 | 51.5 | 6     | Yasushi Tao     |
| 2006                         | Tohoku Rakuten Golden Eagles | 136  | 47  | 85  | 4  | 452  | 651  | .356 | 33.0 | 6     | Katsuya Nomura  |
| 2007                         | Tohoku Rakuten Golden Eagles | 144  | 67  | 75  | 2  | 575  | 676  | .472 | 13.5 | 4     | Katsuya Nomura  |
| 2008                         | Tohoku Rakuten Golden Eagles | 144  | 65  | 76  | 3  | 452  | 651  | .461 | 11.5 | 5     | Katsuya Nomura  |
| 2009                         | Tohoku Rakuten Golden Eagles | 144  | 77  | 66  | 1  | 598  | 609  | .538 | 5.5  | 2     | Katsuya Nomura  |
| 2010                         | Tohoku Rakuten Golden Eagles | 144  | 62  | 79  | 3  | 576  | 635  | .440 | 15.0 | 6     | Marty Brown     |
| 2011                         | Tohoku Rakuten Golden Eagles | 144  | 66  | 71  | 7  | 432  | 464  | .482 | 23.5 | 5     | Senichi Hoshino |
| 2012                         | Tohoku Rakuten Golden Eagles | 144  | 67  | 67  | 10 | 491  | 467  | .500 | 7.5  | 4     | Senichi Hoshino |
| 2013                         | Tohoku Rakuten Golden Eagles | 144  | 82  | 59  | 3  | 628  | 537  | .582 | -    | 1     | Senichi Hoshino |
| Total                        | 9 saisons                    | 1280 | 571 | 675 | 34 | 4708 | 5502 | .458 |      |       |                 |

J : matchs joués, V : victoires, D : défaites, N : nuls, PM : points marqués, PC : points concédés, % : pourcentage de victoires, GB (Game Behind) : retard en matchs sur le premier du classement.